# 五十鈴神社 (気仙沼市)
五十鈴神社（いすずじんじゃ）は、宮城県気仙沼市神明崎に鎮座する神社。旧社格は村社。例祭日は旧暦9月11日。

## 祭神
主祭神
- 天照皇大神（あまてらすおおかみ）

配祀神
- 大海津見神（おおわたつみのかみ）
- 素盞嗚神（すさのおのみこと）

## 歴史
室町時代初期の応永年間（1394～1427年）に村毎に皇大神宮を祭る事が義務付けられ創建したとされる一方、境内社である龍神社は平安時代中期の927年（延長5年）に編纂された延喜式神名帳に記載された式内社計仙麻神社（陸奥国牡鹿郡）の論社でもあり、古い年代に創建された蓋然性もある。当初は丸森の地（現・気仙沼駅付近）に鎮座していたが、江戸時代前期の延宝年間（1673～1681年）に現在地に遷座し、明治時代初期の神仏分離令を経て村社に列す。

## 天然記念物
1975年（昭和50年）4月18日、神明崎のモクゲンジ群落が気仙沼市から天然記念物に指定された。

## 境内社
- 猪狩神社 – 気仙沼湾に海苔養殖と製塩を伝えた猪狩新兵衛を祀っている。
- 龍神社 – 上記を参照

## 現地情報
所在地
- 宮城県気仙沼市魚町2-6-7

交通アクセス
- 三陸沿岸道路気仙沼中央ICより車15分
- JR大船渡線鹿折唐桑駅下車後、徒歩約13分